# کژشلینک
کژشلینک (به لهستانی:  Krześlinek) یک روستا در لهستان است که در گمینا سوخوژبره واقع شده‌است.